# Franck Javary
Franck Henri Javary (ur. 31 stycznia 1967 w Boulogne-Billancourt) – francuski duchowny katolicki, biskup Châlons od 2025. 

## Życiorys
Święcenia kapłańskie otrzymał 26 czerwca 1999 i został inkardynowany do diecezji Nanterre. 
9 stycznia 2025 papież Franciszek mianował go biskupem diecezji Châlons. Sakry udzielił mu 1 marca 2025 metropolita Reims – arcybiskup Éric de Moulins-Beaufort.